# Lijst van Belgische adelsverheffingen 1986
Personen die in 1986 werden opgenomen in de Belgische adel of een adellijke titel verkregen.

## Baron
- Henri Bernard (1900-1987), hoogleraar Koninklijke Militaire School, erfelijke adel met persoonlijke titel van baron.
- Raymond Charles (1912-2001), procureur-generaal bij het Hof van Cassatie, erfelijke adel en persoonlijke titel baron.
- Jonkheer Michel Didisheim, titel van baron, overdraagbaar op alle afstammelingen.
- Henri Fossion (1919-1992), erfelijke adel en de persoonlijke titel baron.
- Jan Grauls, erfelijke adel en de persoonlijke titel baron.
- Jonkheer Christian Houtart (1930- ), de persoonlijke titel baron.
- Jonkheer Daniel Janssen, de persoonlijke titel baron.
- Robert Vaes (1919-2000), ambassadeur, erfelijke adel en de persoonlijke titel baron.
- André Vlerick, erfelijke adel en de persoonlijke titel baron.

## Barones
- Anna Geerts (1907-2002), weduwe van Jacques Stoclet (1903-1961), persoonlijke adel en persoonlijke titel van barones.

## Ridder
- Jean de Broux (1923-1992), erfelijke adel en persoonlijke titel ridder
- Jonkheer Jacques de Cock (1921-1995), notaris, persoonlijke titel ridder.
- Henri Collinet (1901-1996), erfelijke adel en de titel ridder, overdraagbaar bij eerstgeboorte.